# Barbara von Pfalz-Zweibrücken-Neuburg

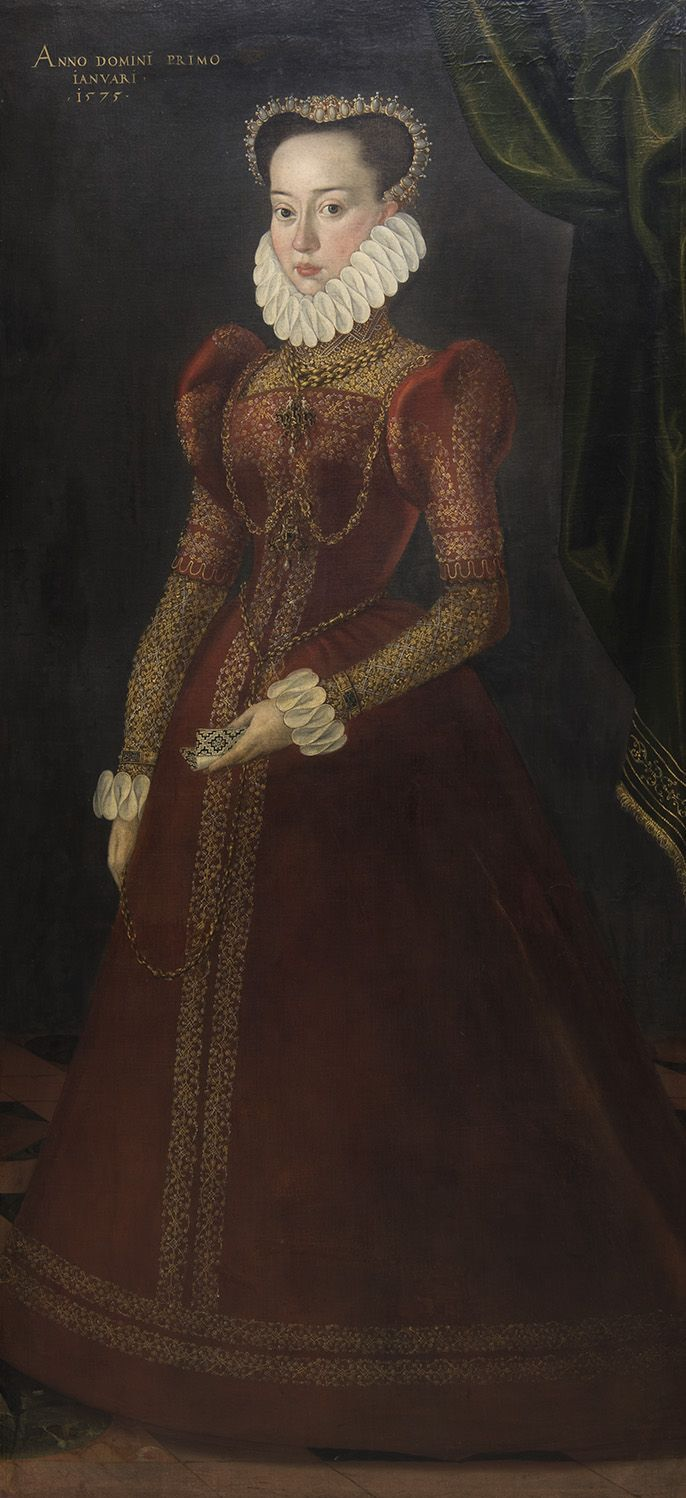
Pfalzgräfin Barbara von Zweibrücken, spätere Gräfin zu Oettingen, Meister der Vohenstrauß-Bildnisse, Ölgemälde, 1575

Barbara von Pfalz-Zweibrücken-Neuburg (* 27. Juli 1559 in Neuburg; † 5. März 1618 in Oettingen) war eine Pfalzgräfin von Zweibrücken und durch Heirat Gräfin zu Oettingen-Oettingen.

## Leben
Barbara war eine Tochter des Herzogs und Pfalzgrafen Wolfgang von Zweibrücken (1526–1569) aus dessen Ehe mit Anna (1529–1591), Tochter des Landgrafen Philipp I. von Hessen.
Sie heiratete am 7. November 1591 in Oettingen als dessen zweite Ehefrau Graf Gottfried zu Oettingen-Oettingen (1554–1622). Als Aussteuer erhielt die Prinzessin 14.000 Gulden. Barbara gebar in der Ehe eine Tochter Jakobina, die aber im Jahr ihrer Geburt 1594 wieder starb.
Gräfin Barbara von Oettingen beschäftigte sich intensiv mit Alchemie und gilt als eine der bedeutendsten Frauen, die auf diesem Gebiet arbeiteten. Sie unterhielt mehrere Alchemisten und korrespondierte ausführlich mit ihrem Neffen Pfalzgraf August von Sulzbach über dieses Thema. Barbara verrichtete auch für Kaiser Rudolf II. in dessen Prager Residenz zahlreiche Experimente, wurde aber wieder vom Hofe verwiesen.
Barbara ist an der Seite ihres Mannes in der Schlosskirche St. Michael  auf der Burg Harburg bestattet. Ihr Grabmal ziert eine überlebensgroße Figur der Gräfin an der Seite ihres Mannes und dessen erster Gemahlin.